# 吉野川フェスティバル
吉野川フェスティバル（よしのがわフェスティバル）は、新町川を守る会が主催する徳島県徳島市の吉野川下流の河川敷にて毎年7月下旬に催される祭典である。

## 概要
吉野川橋付近の河川敷（徳島市民吉野川運動広場）で3日間に渡り行われ多くの店が並ぶ。
また特設ステージが設置され、阿波踊りやダンスショー等が催されバーベキュー大会も開かれている。そしてフィナーレは毎日30分間の花火で締めくくられ花火を目当てに県内だけでなく県外からも多くの人が訪れる。
過去にはBEGIN、SAM、小泉真也、皆谷尚美等が参加した。

## イベント
毎年、スポーツイベントや野外コンサート、阿波おどり等のダンスショー、吉野川川めぐり、そして最後を締めくくる花火大会等のイベントが催される。